# Ulrich Boner

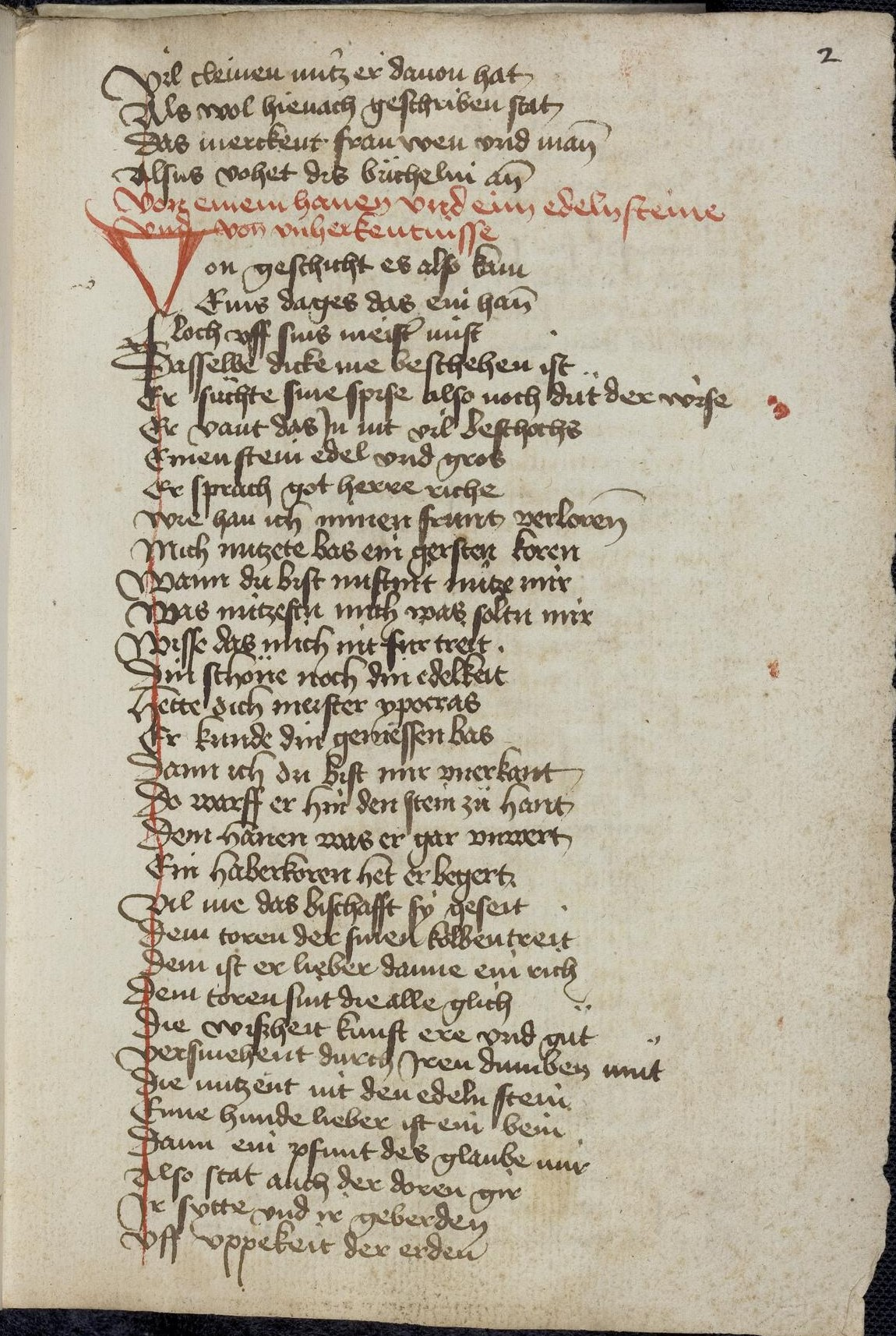
Cpg400 Blatt 2r

Ulrich Boner war ein Dominikaner in Bern und Autor der Fabelsammlung Der Edelstein. Boners Lebensdaten sind nicht feststellbar, urkundlich nachgewiesen ist er zwischen 1324 und 1349; als Geburtsjahr wird oft 1280 angegeben.

## Sein Werk
Boners Fabelsammlung gehört zur frühen weltlichen, lehrhaften Literatur deutscher Sprache. Unter dem Titel Edelstein dichtete er in Mittelhochdeutsch hundert Fabeln. Titelgebend ist die Fabel vom hungrigen Hahn, der einen Edelstein findet, aber damit nichts anfangen kann. Die Lehre daraus lautet: Wer sich nicht um Erkenntnis bemühe, sondern im Unverstand verbleibe (wie das Wort «Unherkentnisse» übersetzt werden kann), habe keinen Nutzen vom Lesen, wie es am Schluss der Einleitung und dem Beginn der ersten Fabel heisst, so im Exemplar der Universitätsbibliothek Heidelberg, cpg 400, Blatt 2r:
Vil cleinen nutz er davon hat

als wol hienach geschriben stat

das merkent frauwen und mann

alsus vahet dis buechelin an:

Von einem hanen und eim edelnstein

und von unherkentnisse ...

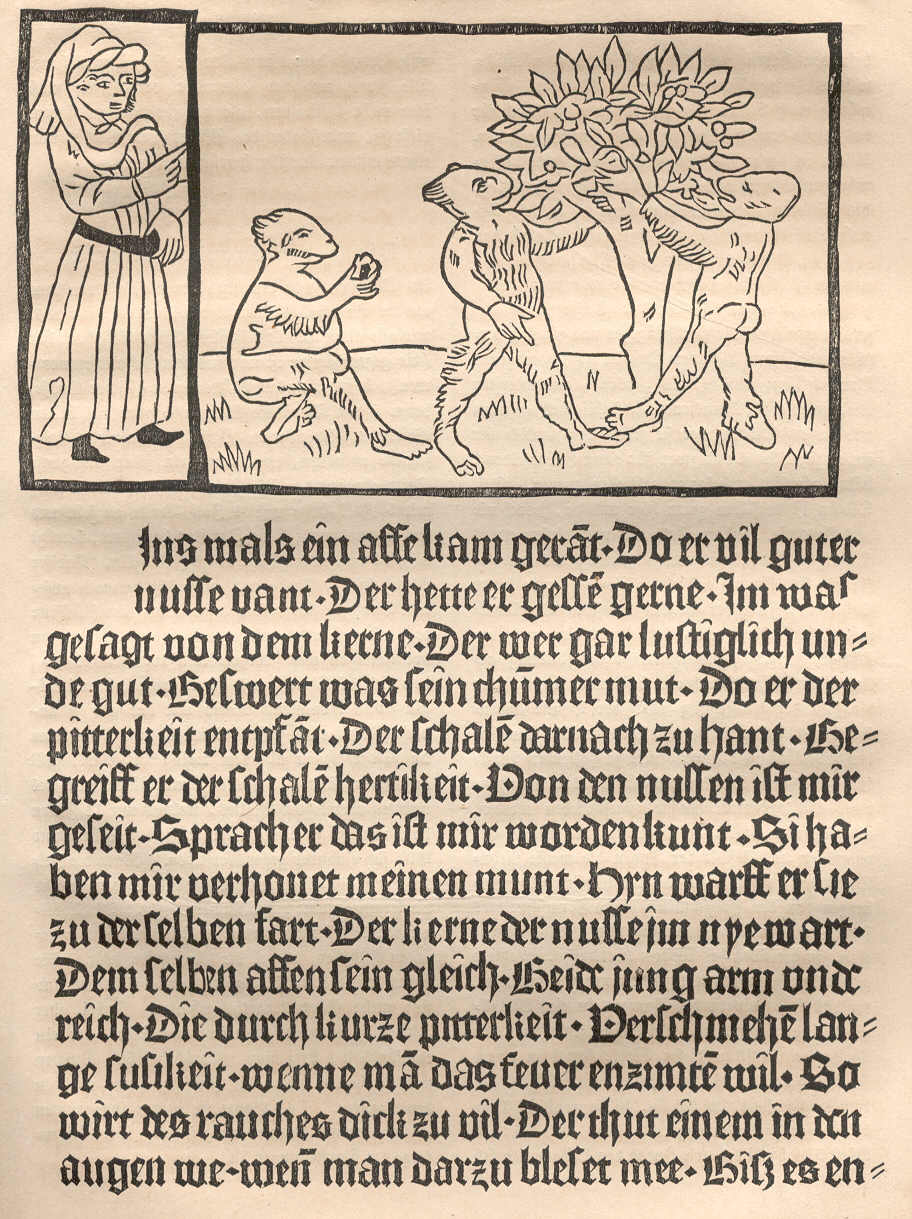
Blatt aus «Der Edelstein» (1461). Faksimile 1840

Analog geht es dem Affen in der ersten Fabel des Inkunabeldrucks: er möchte die gerühmte Nuss geniessen, kann aber die Schale nicht öffnen und wirft die Nuss weg, mit der Lehre:
Dem selben affen sein gleich

Beide jung, arm unde reich

Die durch kurze Pitterkeit

Verschmehen lange Susikeit …
Die Lehre nannte Boner «bîschaft» und «bispel» (Beispiel). Seine Stoffe entnahm er lateinischen Fabeln (Avianus, Phaedrus und Anonymus Neveleti) und einigen Nebenquellen und setzte sie in deutschsprachige Verse (jambische Vierheber in Paarreim).
In der gereimten Schlussschrift des Werks nannte er auch den Widmungsempfänger, den Berner Patrizier Johann von Ringgenberg, Nachfahr des gleichnamigen Minnesängers, sowie seinen Namen Bonerius. Das Widmungsexemplar, das verloren ist, muss illustriert gewesen sein, und von den heute noch bekannten 34 Exemplaren sind deren 24 ebenfalls illustriert. Als Erstbesitzer konnten überwiegend Privatbibliotheken des Adels und des Patriziats festgestellt werden. Von Mitte des 15. Jahrhunderts an war der Edelstein beliebt als Volkslektüre und Vorlesestoff. Durch Abschriften in gewerbsmässigen Werkstätten wie jener des Diebold Lauber in Hagenau, aber auch von schreibkundigen Laien verbreiteten sich Boners Fabeln, oft in Auswahl und in verschiedener Anordnung, auch im oberrheinischen Raum bis nach Bayern und Ostfranken. Sogar in jiddischer Literatur in Oberitalien wurden Boners Fabeln bekannt. Schon kurz nach Gutenberg, um 1461 und nochmals um 1463/64, druckte Albrecht Pfister in Bamberg zwei Ausgaben des Edelsteins, die er mit Holzschnitten versah, die ersten illustrierten Inkunabeln.

## Ausgaben
- George Friedrich Benecke: Der Edel Stein getichtet von Bonerius. Aus Handschriften berichtiget und mit einem Wörterbuche versehen. Berlin 1816 (Digitalisat).
- Ulrich Boner: Der Edelstein. Hrsg. von Franz Pfeiffer, Leipzig 1844 (Digitalisat).
- Ulrich Boner: Der Edelstein, eine mittelalterliche Fabelsammlung. Zweisprachige Ausgabe mittelhochdeutsch-neuhochdeutsch; hrsg., übersetzt, mit Anmerkungen, farbigen Abbildungen, einem Nachwort, Literaturverzeichnis, Register und Fabelverzeichnis versehen von Manfred Stange. Verlag Regionalkultur, Ubstadt-Weiher 2016, ISBN 978-3-89735-897-3.

## Digitalisierte Handschriften (Faksimiles)
- Basel, Universitätsbibliothek, cod. AN III 17, Pergament-Handschrift in 2°, 59 Blätter, Bodenseegebiet um 1410/1420, Alemannisch, mit Illustrationen; Digitalisat: doi:10.7891/e-manuscripta-119005
- Cologny (Genf), Fondation Martin Bodmer, cod. Bodmer 42, Papier-Handschrift, 2°, 106 Blätter, Hagenau um 1455/1460, Alemannisch, Illustrationen nicht ausgeführt; Digitalisat: https://www.e-codices.unifr.ch/de/list/one/fmb/cb-0042
- Heidelberg, Universitätsbibliothek, cpg 400, Papier-Handschrift, 4°, 111 Blätter, von 2 Schreibern, Alemannisch, datiert 1432; Digitalisat: https://digi.ub.uni-heidelberg.de/diglit/cpg400/0015
- St. Gallen, Stiftsbibliothek, cod. Sang. 643, Sammelhandschrift, Papier, 2°, 3. Viertel 15. Jh., Hochalemannisch, mit Federzeichnungen; Digitalisat: https://www.e-codices.unifr.ch/de/list/one/csg/0643
- Zentralbibliothek Zürich, Ms. C 117, Papier, 4°, 119 Bll., geschrieben von Ulrich Buolman, datiert 1424, Alemannisch, nicht illustriert; Digitalisat: doi:10.7891/e-manuscripta-100050

## Digitalisierte Inkunabeldrucke
- Erstdruck: Eins mals ein affe kam gerant. Do er vil guter nusse vant. Der hette er gessen gerne. Bamberg (1461) Digitalisat (GW 04839)
- Zweite Auflage: «Der Edelstein» (1462) Digitalisat der Staatsbibliothek zu Berlin (Titeldaten, GW 04840)